# Haldenwang (Landkreis Günzburg)
Haldenwang ist eine Gemeinde im schwäbischen Landkreis Günzburg. Der Hauptort ist Sitz der Verwaltungsgemeinschaft Haldenwang.

## Geografie

### Lage
Die Gemeinde liegt in der Region Donau-Iller am Übergang zwischen Schwäbischer Alb und Schwäbischem Donaumoos. Der Name leitet sich aus den althochdeutschen Wörtern halda (= Abhang) und wanc (= Gefilde) ab.

### Gemeindegliederung
Es gibt fünf Gemeindeteile: die Pfarrdörfer Haldenwang und Konzenberg, die Kirchdörfer Eichenhofen und Hafenhofen und den Weiler Mehrenstetten.
Es gibt die Gemarkungen Eichenhofen, Hafenhofen, Haldenwang und Konzenberg.

## Geschichte

### Bis zur Gemeindegründung
Haldenwang war Sitz eines Oberen und Unteren Gerichts der Herrschaft Haldenwang und gehörte seit 1525 den Freiherrn von Freyberg-Eisenberg. Mit der Rheinbundakte 1806 kam der Ort zum Königreich Bayern und wurde durch das Gemeindeedikt von 1818 eine politische Gemeinde.

### Eingemeindungen
Im Zuge der Gebietsreform in Bayern wurde am 1. Januar 1976 die Gemeinde Hafenhofen und am 1. Mai 1978 die Gemeinde Konzenberg eingegliedert.

### Einwohnerentwicklung
Zwischen 1988 und 2018 wuchs die Gemeinde von 1598 auf 1978 um 380 Einwohner bzw. um 23,8 %.

## Politik
Die Gemeinde ist Mitglied der Verwaltungsgemeinschaft Haldenwang.

### Gemeinderat
Der Gemeinderat hat zwölf Mitglieder. Bei der Kommunalwahl am 15. März 2020 ergab sich folgende Sitzverteilung:
- Haldenwanger Block: 5 Sitze (36,2 %)
- Freier Wählerblock Konzenberg: 4 Sitze (33,5 %)
- Wählerblock Hafenhofen: 2 Sitze (19,1 %)
- Bündnis 90/Die Grünen: 1 Sitz (11,1 %)

### Bürgermeister
Seit 1. Mai 2020 ist Doris Egger (Haldenwanger Block) Erste Bürgermeisterin. Diese erreichte am 15. März 2020 unter vier Bewerbern 38,8 % und gewann in der Stichwahl vom 29. März 2020 mit 53,0 %.
Ihr Vorgänger war von Mai 1996 bis April 2020 Georg Holzinger, der 2014 gemeinsamer Bewerber von Wählerblock, Haldenwanger Block und Freier Wählerblock war.

### Wappen
| Wappen von Haldenwang | Blasonierung: „Geteilt von Silber und Blau; oben ein breiter roter Pfahl, der mit einer silbernen heraldischen Lilie belegt ist, vorne ein linksgewendeter schwarzer Eselsrumpf, hinten ein roter Kessel mit Henkel; unten drei 2 zu 1 gestellte goldene Kugeln.“ |
| Wappen von Haldenwang | Wappenbegründung: Die Gemeinde Haldenwang besteht seit 1978 aus den Gemeinden Hafenhofen, Konzenberg, Eichenhofen und Haldenwang. Das Gemeindewappen enthält Hinweise auf die Geschichte der einzelnen Orte. Die drei goldenen Kugeln in Blau sind dem Wappen der Familie von Freyberg entnommen, die seit 1525 in Haldenwang ansässig war, dort ein Schloss errichtete und die Ortsherrschaft innehatte. Der Eselsrumpf stellt das geminderte Wappen der Freiherren von Riedheim dar und steht für Eichenhofen. Die Freiherren von Riedheim erwarben 1367 Burg und Dorf Eichenhofen und blieben Ortsherren bis zum Ende des Alten Reichs. Die Lilie ist dem Wappen der Augsburger Patrizierfamilie Paumgartner entnommen und steht für den Gemeindeteil Konzenberg. Die Farben Silber und Rot weisen auf den ehemaligen Landesherren im Gemeindegebiet hin, das Fürststift Augsburg. Der Kessel (im Bayerischen als Hafen bezeichnet) steht redend für den Gemeindeteil Hafenhofen. Er findet sich bereits im 13. Jahrhundert in den Siegeln der Herren von Hafenhofen. Dieses Wappen wird seit 1985 geführt. |

## Baudenkmäler
- Schloss der Herren von Freyberg

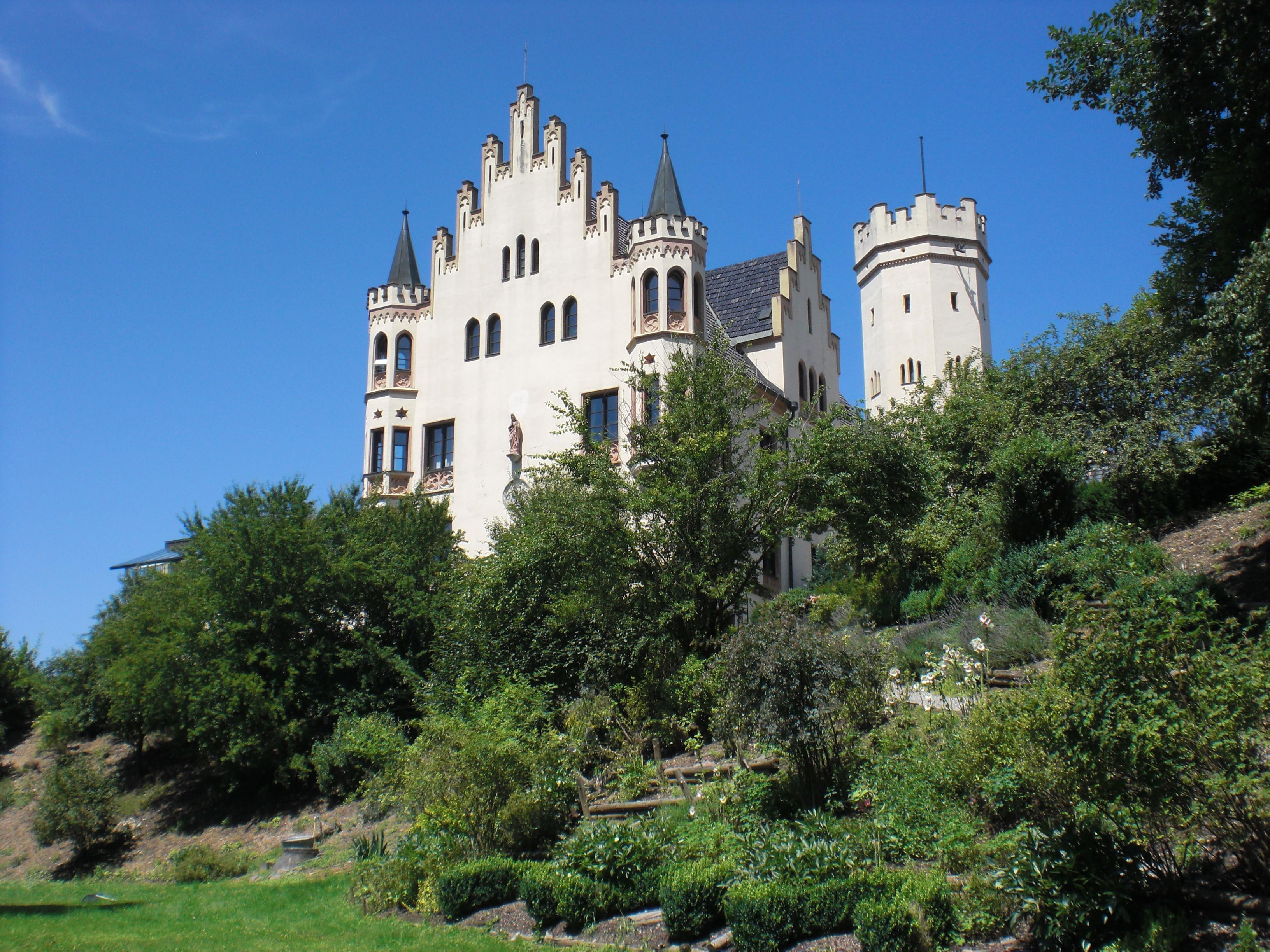
Schloss Haldenwang

- Katholische Pfarrkirche Maria Immaculata
- Herrgottsruhkapelle

## Vereine
- Musikverein Haldenwang/Hafenhofen e. V.
- Katholischer Frauenbund Haldenwang
- Freiwillige Feuerwehr Haldenwang e. V.
- Schützenverein „Eintracht Haldenwang“ e. V.
- Faschingsverein „Haldenwanger Gaudi“ e. V.
- Katholischer Burschenverein Haldenwang e. V.

## Söhne und Töchter der Gemeinde
- Thomas Dachser (1906–1979), Unternehmer, gründete 1930 die Spedition Dachser